# Divizia A 1983-1984
Sezonul 1983-1984 al Diviziei A a fost cea de-a 66-a ediție a Campionatului de Fotbal al României, și a 46-a de la introducerea sistemului divizionar. A început pe 27 august 1983 și s-a terminat pe 26 mai 1984. Dinamo București a devenit campioană pentru a douăsprezecea oară în istoria sa, extinzându-și recordul deținut la acea vreme de cele mai multe titluri obținute.

## Stadioane
| Steaua București           | Universitatea Craiova | Olt Scornicești | ASA Tîrgu Mureș         |
| -------------------------- | --- | --- | ----------------------- |
| Steaua                     | Central | Viitorul | 23 August (Târgu Mureș) |
| Capacitate: 32.000         | Capacitate: 37.000 | Capacitate: 30.000 | Capacitate: 15.000      |
|                            | | |                         |
| Dinamo București           | CSU Galați | Argeș Pitești | CS Târgoviște           |
| Dinamo                     | Dunărea | 1 Mai (Pitești) | Municipal (Târgoviște)  |
| Capacitate: 15.032         | Capacitate: 35.000 | Capacitate: 17.500 | Capacitate: 10.000      |
|                            | | |                         |
| Rapid București            | UniversitateaF.C. Baia MareCorvinulArgeșPoli IașiJiulBacăuPetrolulOltChimiaGalațiTârgovișteASABihorBucureștiEchipele din București: · Dinamo · Rapid · Sportul · SteauaDivizia A 1983-1984 (România) DinamoRapidSteauaSportul Locația echipelor din București. | UniversitateaF.C. Baia MareCorvinulArgeșPoli IașiJiulBacăuPetrolulOltChimiaGalațiTârgovișteASABihorBucureștiEchipele din București: · Dinamo · Rapid · Sportul · SteauaDivizia A 1983-1984 (România) DinamoRapidSteauaSportul Locația echipelor din București. | Politehnica Iași        |
| Rapid-Giulești             | UniversitateaF.C. Baia MareCorvinulArgeșPoli IașiJiulBacăuPetrolulOltChimiaGalațiTârgovișteASABihorBucureștiEchipele din București: · Dinamo · Rapid · Sportul · SteauaDivizia A 1983-1984 (România) DinamoRapidSteauaSportul Locația echipelor din București. | UniversitateaF.C. Baia MareCorvinulArgeșPoli IașiJiulBacăuPetrolulOltChimiaGalațiTârgovișteASABihorBucureștiEchipele din București: · Dinamo · Rapid · Sportul · SteauaDivizia A 1983-1984 (România) DinamoRapidSteauaSportul Locația echipelor din București. | 23 August (Iași)        |
| Capacitate: 12.160         | UniversitateaF.C. Baia MareCorvinulArgeșPoli IașiJiulBacăuPetrolulOltChimiaGalațiTârgovișteASABihorBucureștiEchipele din București: · Dinamo · Rapid · Sportul · SteauaDivizia A 1983-1984 (România) DinamoRapidSteauaSportul Locația echipelor din București. | UniversitateaF.C. Baia MareCorvinulArgeșPoli IașiJiulBacăuPetrolulOltChimiaGalațiTârgovișteASABihorBucureștiEchipele din București: · Dinamo · Rapid · Sportul · SteauaDivizia A 1983-1984 (România) DinamoRapidSteauaSportul Locația echipelor din București. | Capacitate: 12.500      |
|                            | UniversitateaF.C. Baia MareCorvinulArgeșPoli IașiJiulBacăuPetrolulOltChimiaGalațiTârgovișteASABihorBucureștiEchipele din București: · Dinamo · Rapid · Sportul · SteauaDivizia A 1983-1984 (România) DinamoRapidSteauaSportul Locația echipelor din București. | UniversitateaF.C. Baia MareCorvinulArgeșPoli IașiJiulBacăuPetrolulOltChimiaGalațiTârgovișteASABihorBucureștiEchipele din București: · Dinamo · Rapid · Sportul · SteauaDivizia A 1983-1984 (România) DinamoRapidSteauaSportul Locația echipelor din București. |                         |
| Chimia Râmnicu Vâlcea      | UniversitateaF.C. Baia MareCorvinulArgeșPoli IașiJiulBacăuPetrolulOltChimiaGalațiTârgovișteASABihorBucureștiEchipele din București: · Dinamo · Rapid · Sportul · SteauaDivizia A 1983-1984 (România) DinamoRapidSteauaSportul Locația echipelor din București. | UniversitateaF.C. Baia MareCorvinulArgeșPoli IașiJiulBacăuPetrolulOltChimiaGalațiTârgovișteASABihorBucureștiEchipele din București: · Dinamo · Rapid · Sportul · SteauaDivizia A 1983-1984 (România) DinamoRapidSteauaSportul Locația echipelor din București. | Sportul Studențesc      |
| Municipal (Râmnicu Vâlcea) | UniversitateaF.C. Baia MareCorvinulArgeșPoli IașiJiulBacăuPetrolulOltChimiaGalațiTârgovișteASABihorBucureștiEchipele din București: · Dinamo · Rapid · Sportul · SteauaDivizia A 1983-1984 (România) DinamoRapidSteauaSportul Locația echipelor din București. | UniversitateaF.C. Baia MareCorvinulArgeșPoli IașiJiulBacăuPetrolulOltChimiaGalațiTârgovișteASABihorBucureștiEchipele din București: · Dinamo · Rapid · Sportul · SteauaDivizia A 1983-1984 (România) DinamoRapidSteauaSportul Locația echipelor din București. | Regie                   |
| Capacitate: 10.000         | UniversitateaF.C. Baia MareCorvinulArgeșPoli IașiJiulBacăuPetrolulOltChimiaGalațiTârgovișteASABihorBucureștiEchipele din București: · Dinamo · Rapid · Sportul · SteauaDivizia A 1983-1984 (România) DinamoRapidSteauaSportul Locația echipelor din București. | UniversitateaF.C. Baia MareCorvinulArgeșPoli IașiJiulBacăuPetrolulOltChimiaGalațiTârgovișteASABihorBucureștiEchipele din București: · Dinamo · Rapid · Sportul · SteauaDivizia A 1983-1984 (România) DinamoRapidSteauaSportul Locația echipelor din București. | Capacitate: 15.000      |
|                            | UniversitateaF.C. Baia MareCorvinulArgeșPoli IașiJiulBacăuPetrolulOltChimiaGalațiTârgovișteASABihorBucureștiEchipele din București: · Dinamo · Rapid · Sportul · SteauaDivizia A 1983-1984 (România) DinamoRapidSteauaSportul Locația echipelor din București. | UniversitateaF.C. Baia MareCorvinulArgeșPoli IașiJiulBacăuPetrolulOltChimiaGalațiTârgovișteASABihorBucureștiEchipele din București: · Dinamo · Rapid · Sportul · SteauaDivizia A 1983-1984 (România) DinamoRapidSteauaSportul Locația echipelor din București. |                         |
| SC Bacău                   | UniversitateaF.C. Baia MareCorvinulArgeșPoli IașiJiulBacăuPetrolulOltChimiaGalațiTârgovișteASABihorBucureștiEchipele din București: · Dinamo · Rapid · Sportul · SteauaDivizia A 1983-1984 (România) DinamoRapidSteauaSportul Locația echipelor din București. | UniversitateaF.C. Baia MareCorvinulArgeșPoli IașiJiulBacăuPetrolulOltChimiaGalațiTârgovișteASABihorBucureștiEchipele din București: · Dinamo · Rapid · Sportul · SteauaDivizia A 1983-1984 (România) DinamoRapidSteauaSportul Locația echipelor din București. | Petrolul Ploiești       |
| Municipal                  | UniversitateaF.C. Baia MareCorvinulArgeșPoli IașiJiulBacăuPetrolulOltChimiaGalațiTârgovișteASABihorBucureștiEchipele din București: · Dinamo · Rapid · Sportul · SteauaDivizia A 1983-1984 (România) DinamoRapidSteauaSportul Locația echipelor din București. | UniversitateaF.C. Baia MareCorvinulArgeșPoli IașiJiulBacăuPetrolulOltChimiaGalațiTârgovișteASABihorBucureștiEchipele din București: · Dinamo · Rapid · Sportul · SteauaDivizia A 1983-1984 (România) DinamoRapidSteauaSportul Locația echipelor din București. | Ilie Oană               |
| Capacitate: 17.500         | UniversitateaF.C. Baia MareCorvinulArgeșPoli IașiJiulBacăuPetrolulOltChimiaGalațiTârgovișteASABihorBucureștiEchipele din București: · Dinamo · Rapid · Sportul · SteauaDivizia A 1983-1984 (România) DinamoRapidSteauaSportul Locația echipelor din București. | UniversitateaF.C. Baia MareCorvinulArgeșPoli IașiJiulBacăuPetrolulOltChimiaGalațiTârgovișteASABihorBucureștiEchipele din București: · Dinamo · Rapid · Sportul · SteauaDivizia A 1983-1984 (România) DinamoRapidSteauaSportul Locația echipelor din București. | Capacitate: 20.000      |
|                            | UniversitateaF.C. Baia MareCorvinulArgeșPoli IașiJiulBacăuPetrolulOltChimiaGalațiTârgovișteASABihorBucureștiEchipele din București: · Dinamo · Rapid · Sportul · SteauaDivizia A 1983-1984 (România) DinamoRapidSteauaSportul Locația echipelor din București. | UniversitateaF.C. Baia MareCorvinulArgeșPoli IașiJiulBacăuPetrolulOltChimiaGalațiTârgovișteASABihorBucureștiEchipele din București: · Dinamo · Rapid · Sportul · SteauaDivizia A 1983-1984 (România) DinamoRapidSteauaSportul Locația echipelor din București. |                         |
| F.C. Baia Mare             | Bihor Oradea | Jiul Petroșani | Corvinul Hunedoara      |
| 23 August (Baia Mare)      | Municipal (Oradea) | Jiul | Corvinul                |
| Capacitate: 15.524         | Capacitate: 22.500 | Capacitate: 30.000 | Capacitate: 17.500      |
|                            | | |                         |

## Clasament
| Loc | Echipă                | Pct. | MJ | V  | E  | Î  | GM | GP | DG  | Calificare sau retrogradare          |
| --- | --------------------- | ---- | -- | -- | -- | -- | -- | -- | --- | ------------------------------------ |
| 1.  | Dinamo București (C)  | 49   | 34 | 19 | 11 | 4  | 69 | 36 | +33 | Cupa Campionilor 1984-85 Prima rundă |
| 2.  | Steaua București      | 47   | 34 | 21 | 5  | 8  | 59 | 23 | +36 | Cupa Cupelor 1984-85 Prima rundă     |
| 3.  | Universitatea Craiova | 43   | 34 | 18 | 7  | 9  | 57 | 27 | +30 | Cupa UEFA 1984-85 Prima rundă        |
| 4.  | Sportul Studențesc    | 40   | 34 | 17 | 6  | 11 | 57 | 43 | +14 | Cupa UEFA 1984-85 Prima rundă        |
| 5.  | Argeș Pitești         | 38   | 34 | 17 | 4  | 13 | 42 | 33 | +9  | Cupa Balcanică 1984-85               |
| 6.  | SC Bacău              | 35   | 34 | 15 | 5  | 14 | 36 | 47 | −11 | Cupa Balcanică 1984-85               |
| 7.  | FC Bihor              | 34   | 34 | 14 | 6  | 14 | 50 | 46 | +4  |                                      |
| 8.  | Politehnica Iași      | 34   | 34 | 12 | 10 | 12 | 32 | 36 | −4  |                                      |
| 9.  | Chimia R Vâlcea       | 34   | 34 | 14 | 6  | 14 | 40 | 50 | −10 |                                      |
| 10. | Scornicești           | 33   | 34 | 11 | 11 | 12 | 38 | 27 | +11 |                                      |
| 11. | Jiul Petroșani        | 33   | 34 | 13 | 7  | 14 | 34 | 47 | −13 |                                      |
| 12. | Corvinul              | 32   | 34 | 12 | 8  | 14 | 46 | 44 | +2  |                                      |
| 13. | Rapid București       | 31   | 34 | 10 | 11 | 13 | 30 | 34 | −4  |                                      |
| 14. | ASA Tîrgu Mureș       | 30   | 34 | 12 | 6  | 16 | 36 | 46 | −10 |                                      |
| 15. | F.C. Baia Mare        | 30   | 34 | 12 | 6  | 16 | 40 | 59 | −19 |                                      |
| 16. | Dunărea Galați (R)    | 28   | 34 | 9  | 10 | 15 | 32 | 41 | −9  | Retrogradare în Divizia B 1984-1985  |
| 17. | Petrolul Ploiești (R) | 25   | 34 | 9  | 7  | 18 | 33 | 49 | −16 | Retrogradare în Divizia B 1984-1985  |
| 18. | CS Târgoviște (R)     | 16   | 34 | 5  | 6  | 23 | 27 | 70 | −43 | Retrogradare în Divizia B 1984-1985  |

| Câștigătorii Diviziei A, ediția 1983/1984 |
| ----------------------------------------- |
| Dinamo București Al 12-lea Titlu          |

## Rezultate
| Oaspeți ► Gazde ▼                          | ASA | ARG | BAC | BAI | BHO | COR | UCR | DIN | DUN | JIU | OLT | PET | PIA | RAP | RAM | SPO | STE | TAR |
| ------------------------------------------ | --- | --- | --- | --- | --- | --- | --- | --- | --- | --- | --- | --- | --- | --- | --- | --- | --- | --- |
| ASA Târgu Mureș                            | —   | 3–1 | 3–1 | 2–0 | 4–1 | 2–1 | 0–0 | 1–1 | 2–0 | 3–0 | 2–1 | 2–1 | 2–0 | 1–0 | 1–1 | 0–1 | 0–0 | 2–1 |
| Argeș Pitești                              | 1–0 | —   | 4–0 | 3–0 | 3–1 | 2–0 | 2–1 | 1–1 | 2–1 | 2–0 | 1–0 | 3–1 | 3–0 | 1–1 | 3–1 | 0–0 | 0–2 | 1–0 |
| Bacău                                      | 1–0 | 0–1 | —   | 2–0 | 1–0 | 1–1 | 1–0 | 1–1 | 2–1 | 2–0 | 2–1 | 0–1 | 1–1 | 2–0 | 2–1 | 2–0 | 3–0 | 2–1 |
| Baia Mare                                  | 2–0 | 0–2 | 4–0 | —   | 0–0 | 2–1 | 1–0 | 2–2 | 2–4 | 4–1 | 1–1 | 1–1 | 4–0 | 3–0 | 3–1 | 2–1 | 1–0 | 1–0 |
| Bihor Oradea                               | 4–0 | 3–0 | 1–0 | 4–0 | —   | 1–1 | 1–1 | 4–1 | 2–0 | 4–1 | 1–1 | 4–2 | 2–1 | 0–0 | 4–1 | 1–4 | 1–0 | 3–0 |
| Corvinul Hunedoara                         | 1–0 | 3–1 | 2–0 | 4–1 | 1–0 | —   | 1–2 | 2–2 | 2–2 | 0–2 | 2–0 | 2–0 | 2–0 | 2–0 | 0–0 | 0–0 | 1–2 | 3–1 |
| Universitatea Craiova                      | 2–0 | 3–0 | 4–1 | 4–0 | 4–2 | 1–0 | —   | 3–0 | 2–2 | 0–0 | 1–0 | 3–0 | 1–2 | 1–0 | 6–1 | 4–1 | 2–1 | 4–0 |
| Dinamo București                           | 3–0 | 1–0 | 4–1 | 4–1 | 3–1 | 4–2 | 2–1 | —   | 3–1 | 6–2 | 3–1 | 4–0 | 4–1 | 1–0 | 2–0 | 3–1 | 0–3 | 3–0 |
| Dunărea Galați                             | 1–0 | 1–0 | 0–1 | 0–0 | 0–2 | 3–1 | 0–1 | 0–0 | —   | 2–0 | 0–0 | 2–0 | 0–0 | 0–0 | 3–1 | 0–0 | 3–1 | 3–1 |
| Jiul Petroșani                             | 1–0 | 2–0 | 2–0 | 1–0 | 3–0 | 2–2 | 1–1 | 1–1 | 2–1 | —   | 2–0 | 2–0 | 2–0 | 0–0 | 1–0 | 3–2 | 0–0 | 2–1 |
| Olt Scornicești                            | 4–0 | 1–0 | 2–0 | 3–0 | 4–1 | 0–0 | 0–1 | 1–0 | 1–1 | 5–0 | —   | 1–1 | 2–0 | 1–1 | 0–0 | 2–0 | 0–1 | 2–0 |
| Petrolul Ploiești                          | 2–0 | 0–1 | 0–1 | 1–1 | 2–0 | 2–4 | 1–0 | 0–0 | 0–0 | 2–0 | 1–1 | —   | 1–1 | 3–1 | 2–0 | 0–2 | 0–1 | 6–1 |
| Politehnica Iași                           | 2–1 | 2–1 | 0–1 | 1–0 | 0–0 | 3–0 | 0–0 | 0–0 | 3–1 | 4–0 | 0–0 | 2–0 | —   | 2–0 | 2–0 | 1–0 | 0–2 | 2–0 |
| Rapid București                            | 1–1 | 0–2 | 2–0 | 2–1 | 0–1 | 2–1 | 0–0 | 1–2 | 2–0 | 1–0 | 1–1 | 1–0 | 0–0 | —   | 4–2 | 0–1 | 1–1 | 3–0 |
| Chimia Râmnicu Vâlcea                      | 2–1 | 1–0 | 3–2 | 1–0 | 1–0 | 2–1 | 0–2 | 1–1 | 1–0 | 1–0 | 1–0 | 3–1 | 2–0 | 0–0 | —   | 4–2 | 1–0 | 3–0 |
| Sportul Studențesc București               | 3–2 | 2–1 | 1–1 | 6–2 | 3–1 | 1–0 | 3–0 | 0–3 | 3–0 | 0–0 | 2–1 | 1–2 | 1–1 | 1–2 | 3–2 | —   | 2–1 | 3–1 |
| Steaua București                           | 5–0 | 2–0 | 4–0 | 7–0 | 1–0 | 1–0 | 2–1 | 1–1 | 3–0 | 1–0 | 1–0 | 3–0 | 3–1 | 2–1 | 3–1 | 0–2 | —   | 4–0 |
| Târgoviște                                 | 1–1 | 0–0 | 2–2 | 0–1 | 3–0 | 2–3 | 2–1 | 2–3 | 1–0 | 2–1 | 0–1 | 1–0 | 0–0 | 1–3 | 1–1 | 1–5 | 1–1 | —   |
| Câștigă gazdele; Remiză; Câștigă oaspeții. |     |     |     |     |     |     |     |     |     |     |     |     |     |     |     |     |     |     |

## Golgheteri
- Marcel Coraș-  Sportul Studențesc - 20
- Ionel Augustin -  Dinamo București - 17
- Rodion Cămătaru -  Universitatea Craiova - 17
- Marin Dragnea -  Dinamo București - 15
- Gheorghe Tulba -F.C. Baia Mare - 14
- Marius Lăcătuș -  Steaua București - 13
- Sorin Cârțu -  Universitatea Craiova - 11
- Romulus Gabor -  Corvinul - 9
- Gavril Balint -  Steaua București - 8
- Ioan Petcu -  Corvinul - 8
- Ion Munteanu -  Sportul Studențesc - 7
- Alexandru Terheș -  Sportul Studențesc - 5
- Costel Orac -  Dinamo București - 5